# Hydroporus amguemensis
Hydroporus amguemensis là một loài bọ cánh cứng trong họ Bọ nước. Loài này được Shaverdo miêu tả khoa học năm 2003.